# Maróthy Mátyás
Maróthy Mátyás (Szeged, 1791. február 16. – Szeged, 1850. október 10.) városi főmérnök Szegeden. 

## Életútja
Középiskolai tanulmányait és a bölcseletet Szegeden végezte, azután Vedres István, Szeged város főmérnöke mellett mint mérnöki gyakornok tevékenykedett. Később Pestre, az egyetem látogatására ment és itt a magyar irodalom buzgó barátaival megismerkedett. Ez időtől fogva a magyar irodalom felkeltette érdeklődését. Mérnöki oklevelet szerzett és előbb a világosi járásban kamarai mérnök lett, majd a báró Gerliczy családnál működött, míg végül Szegeden főmérnök lett. Beszélte a német, francia és török nyelvet, jártas volt a latin és görög klasszikusokban. 

## Művei
- Amalia szelleminek myrtusz koszorúja. Játék három felv. Szeged, 1825. (Ism. Hazai s Külf. Tudósítások II. 19. sz.).
- A természeti törvény, vagy az erkölcstannak physikai elvei, az ember s világegyetem organisatiójára vonatkozólag. Irta gróf C. F. Volney, ford. Szeged, 1848.

Kéziratban maradt kisded török nyelvtana; Danielik még egy színművét említi.